# Mauzac-et-Grand-Castang
Mauzac-et-Grand-Castang è un comune francese di 855 abitanti situato nel dipartimento della Dordogna nella regione della Nuova Aquitania.

## Società

### Evoluzione demografica
Abitanti censiti